# Суприм, Вёрмин
Вёрмин Лав Суприм (англ. Vermin Love Supreme — «Вредитель Верховный», «Верховный паразит»; род. 3 июня 1961, Рокпорт, Массачусетс, США) — американский художник-перформансист и активист, известный тем, что он выступает в качестве альтернативного кандидата на различных местных, губернаторских и национальных выборах в США.
Суприм постоянно носит сапог в качестве головного убора. Он заявил, что если станет президентом, то примет закон, обязывающий всех чистить зубы каждый день. Кроме того, его кампания 2012 года строилась вокруг зомби (использование для выработки электричества), изучения возможностей путешествий во времени, а также он обещал бесплатного пони для каждого американца. Суприм декларирует издевательство над политической системой. В 2011 году он участвовал в протестах «Захвати Бостон».

## Биография
Тейлор родился и вырос недалеко от Бостона, штат Массачусетс, и, как сообщается, был старшим из трёх детей. Изменил имя на Вёрмин Суприм ещё в 1990-е годы, когда жил в Балтиморе. Окончил школу в Глостере в 1980-х годах, затем переехал в Балтимор для учёбы в школе искусств, но обучение забросил.
В 1986 году он присоединился к мирному маршу за глобальное ядерное разоружение, выступавшему против ядерного оружия. С 1987 года пытается баллотироваться на различные государственные должности.
В 2006 году Суприм пожертвовал одну почку для пересадки своей матери. Он женат, но не имеет детей.

## Политические взгляды
В своих видео Суприм рассказывает о своей президентской кампании. Он позиционирует свою шуточную избирательную кампанию как ответ на ложь, которой людей кормят средства массовой информации и правительство. Называет себя «дружелюбным фашистом» и считает себя мемом.

## Избирательные кампании

### 2004
Суприм принял участие в президентских праймериз в Вашингтоне в 2004 году, и набрал 149 голосов.

### 2008
Суприм принял участие в республиканских праймериз в Нью-Гэмпшире в 2008 году. Он набрал 41 голос (0,02 %) на них. Согласно сведениям Федеральной избирательной комиссии, за него было подано 43 голоса на национальном уровне, в ходе всеобщих выборов.

### 2012

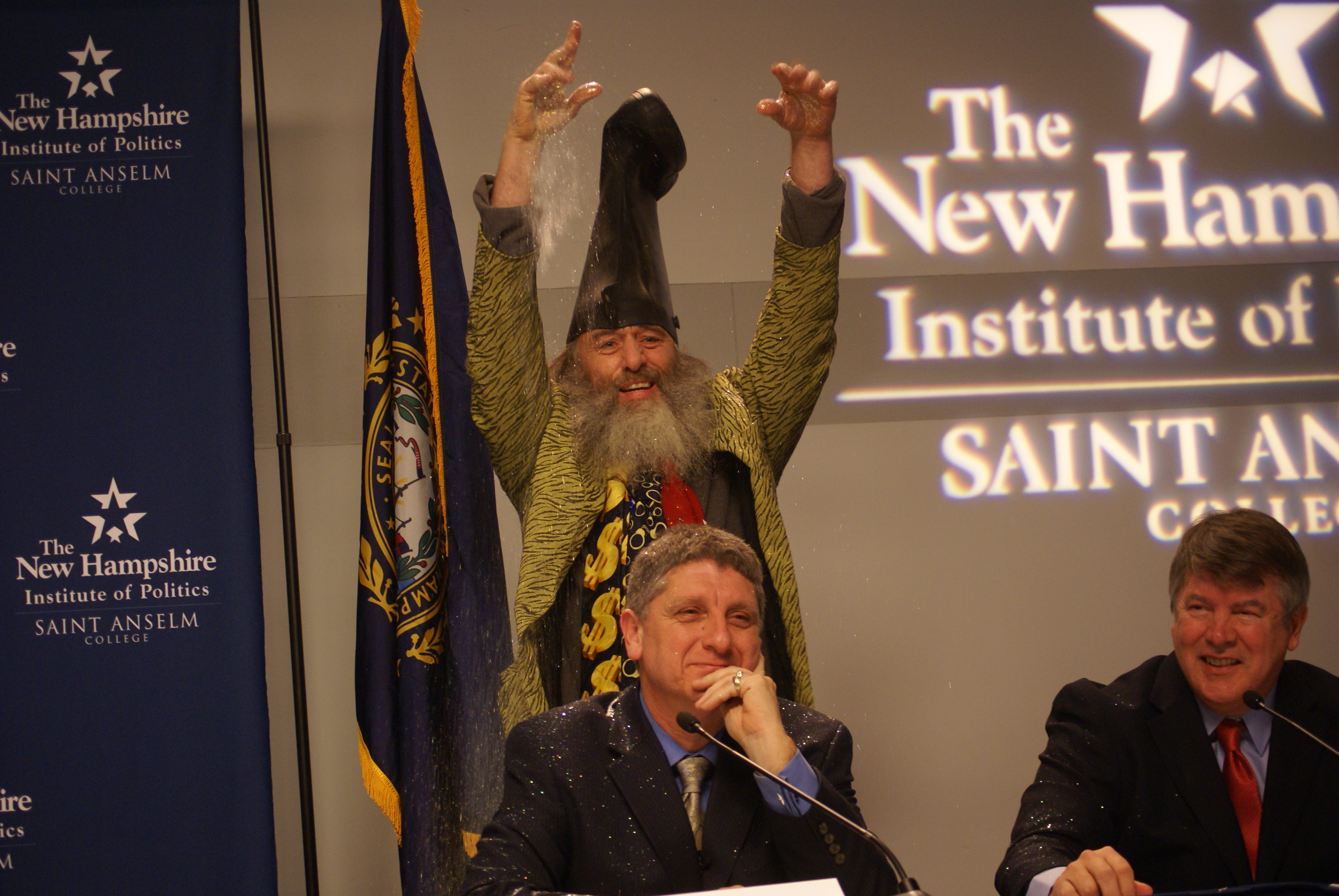
Суприм раскидывает блёстки над Ренальдом Терри на форуме в Институте политики Нью-Гэмпшира в колледже Святого Ансельма в декабре 2011 года.

Вёрмин Суприм проводил кампанию как демократ на выборах президента США 2012 года.

### 2016
Суприм баллотировался в президенты и в 2016 году. В декабре 2015 года он заявлял, что думает сделать квотербека «Нью-Ингленд Пэтриотс» Тома Брэди своим напарником по избирательной кампании (кандидатом в вице-президенты). В ходе гастролей по 20 городам Суприм рассчитывал получить достаточно поддержки, чтобы претендовать на средства Федеральной избирательной комиссии (ФИК).
4 марта 2016 Вёрмин Суприм отказался от участия в выборах президента США в пользу Либертарианской партии и стал делегатом на первом этапе выборов кандидата в президенты на партийном собрании в 2016 году.

## В фильмах и на телевидении

### Фильмография
- 2004 — Winning New Hampshire[30] (документальный)
- 2008 — IFC News: 2008 Uncut (сериал)
- 2009 — Vote Jesus: The Chronicles of Ken Stevenson (документальный)
- 2014 — Who Is Vermin Supreme? An Outsider Odyssey (документальный)